# Józef Sikorski (1942–2012)
Józef Sikorski (ur. 19 marca 1942 w Delejowie, obecnie teren Ukrainy, zm. 25 grudnia 2012 w Warszawie) – polski gitarzysta basowy, muzyk sesyjny, kompozytor. Od 1972 roku był członkiem Sekcji B – Autorów Utworów Muzyki Rozrywkowej i Tanecznej Stowarzyszenia Autorów ZAiKS.

## Życiorys
Występował i nagrywał z powstałą w sierpniu 1969 roku grupą Quorum, z którą odniósł sukces na VIII Krajowym Festiwalu Piosenki Polskiej w Opolu w 1970 roku – nagrodę Przewodniczącego Komitetu ds. RiTV zdobyła jego jazzująca kompozycja do słów Wojciecha Młynarskiego, pt. Ach, co to był za ślub, która była właściwie tylko słowno-muzycznym żartem. 
Sikorski komponował, m.in. dla: Steni Kozłowskiej, Jerzego Połomskiego, Alibabek z którymi również występował i duetu piosenkarskiego Danuta Rinn i Bogdan Czyżewski oraz towarzyszył w sesjach nagraniowych, niemalże wszystkim gwiazdom polskiej piosenki i najważniejszym twórcom polskiej muzyki rozrywkowej tamtego czasu, takim jak m.in.: Zdzisława Sośnicka, Halina Frąckowiak, Tadeusz Woźniak, Jacek Skubikowski, Novi Singers, Marek i Wacek, czy Arp Life. Zmarł 25 grudnia 2012 roku w Warszawie.

## Wybór kompozycji autorstwa Józefa Sikorskiego
- Ach, co to był za ślub (sł. W. Młynarski) – z rep. Quorum
- Drogi czasu (sł. J. Zalewski) – z rep. S. Kozłowskiej
- Słońce w chmurach (sł. G. Walczak) – z rep. Alibabek
- Warszawski kalendarz (sł. W. Mann) – z rep. J. Połomskiego
- Zabieram ciebie w miłość (sł. J. Złoty) – z rep. duetu Rinn-Czyżewski
- Nasze małe trzydziestolecie (współautor muzyki obok: Jerzego Haralda, Jerzego Wasowskiego, Seweryna Krajewskiego i Władysława Szpilmana) – z rep. SPPT Chałturnik

Źródło: Discogs.